# Setodes bracteatus
Setodes bracteatus là một loài Trichoptera trong họ Leptoceridae. Chúng phân bố ở miền Australasia.